# Leonid Spirin
Leonid Vasiljevič Spirin (rusko Леонид Васильевич Спирин, ruski atlet, Žavoronki, Moskovska oblast, Sovjetska zveza, * 21. junij 1932, † 23. februar 1982.
Spirin je nastopil na Poletnih olimpijskih igrah 1956 v Melbournu, kjer je postal prvi olimpijski prvak v hitri hoji na 20 km. Na evropskih prvenstvih pa je leta 1958 v Stockholmu osvojil srebrno medaljo. 7. julija 1959 je postavil svetovni rekord v hitri hoji na 20 km s časom 1:27:29 in za več kot minuto dotedanji rekord Vladimirja Guka. Vseeno je rekord veljal le šest dni, kk ga je še za 25 s izboljšal Volodimir Holubniči.